# War Eagle
War Eagle (Dakota: Waŋbdí Okíčhize) (c. 1785 - 1851) foi  um líder Dakota pacifista, que atuou como intermediário entre os indígenas e os brancos no período de invasão e ocupação do estado da Louisiana por parte dos brancos.  
War Eagle nasceu em Minnesota ou Wisconsin por volta de 1785. Ele havia deixado sua própria tribo, a Santee, para evitar derramamento de sangue em uma briga sobre quem seria o chefe. 
Quando jovem, War Eagle passou um tempo considerável trabalhando entre os americanos brancos. Durante a Guerra de 1812, ele carregou mensagens para o governo dos Estados Unidos e trabalhou entre os povos nativos para promover a causa dos Estados Unidos contra os britânicos. Ele trabalhou como guia de barcos fluviais no alto Mississippi e também serviu como mensageiro da American Fur Company no Missouri.
Depois de se casar em Minnesota, por volta de 1830, ele foi adotado pela tribo Yankton Sioux. Ele e sua esposa tiveram quatro meninas e três meninos. Em meados da década de 1830, ele havia sido eleito chefe da tribo e viajou para Washington, DC com outros líderes tribais para negociar tratados de paz. War Eagle estava especialmente orgulhoso de uma Medalha de Paz de prata dada a ele pelo Presidente Martin Van Buren em 1837. 
Duas de suas filhas, Dawn e Blazing Cloud, casaram-se com Theophile Bruguier, um comerciante da American Fur Company que também havia sido aceito na tribo Yankton e viajava com eles por vários anos. Segundo uma tradição, Bruguier contou à War Eagle sobre um sonho que tinha de um lugar onde dois rios poderosos se juntavam perto de um penhasco alto. War Eagle disse a Bruguier que ele esteve naquele lugar e o mostraria. De fato, os dois homens provavelmente já passaram por esse lugar muitas vezes em suas viagens de comércio de peles entre St. Louis, Missouri e Fort Pierre. 
Bruguier reivindicou a terra perto da confluência dos rios Big Sioux e Missouri. Em 1849, ele construiu uma cabana de madeira e, com suas duas esposas, estabeleceu a terra e negociou com os índios. Sua casa é considerada o primeiro assentamento branco no que em breve se tornaria Sioux City, Iowa. 
No outono de 1851, a War Eagle morreu e foi enterrado em cima do alto do penhasco, com vista para a confluência dos Big Sioux e Missouri. Outros membros de sua família também estão enterrados lá, incluindo Dawn e Blazing Cloud. Hoje, o penhasco faz parte do War Eagle Park em Sioux City. Um monumento impressionante homenageia o grande chefe e o descreve com o chapéu de penas de águia e o cachimbo cerimonial, simbolizando sua brava liderança e seu compromisso com a paz. Projetos habitacionais na base leste do penhasco também levam seu nome. 